# Lysandra coelestina
Lysandra coelestina är en fjärilsart som beskrevs av Eduard Friedrich Eversmann 1843. Lysandra coelestina ingår i släktet Lysandra och familjen juvelvingar. Inga underarter finns listade i Catalogue of Life.